# فتح شروان توسط صفویان
فتح شروان توسط شاه اسماعیل یکم به نخستین جنگ اسماعیل میرزا (بعدها شاه اسماعیل یکم)، مرشد کامل طریقت صفویه با شروان‌شاهان به فرماندهی فرخ یسار اشاره دارد که با پیروزی وی به پایان رسید. در اواخر سال ۱۵۰۰ میلادی، اسماعیل به سرزمین شروان لشکر کشید و با وجود شمار بسیار بیشتر ارتش فرخ یسار شروان‌شاه، قاطعانه او را شکست داد. این جنگ منجر به سرنگونی حکومت شروان‌شاهان شد که برای سده‌های بسیار بر شمال شرقی آذربایجان حکومت می‌کردند.

## پیش زمینه و نبرد
پدر اسماعیل میرزا، شیخ حیدر و پدربزرگش شیخ جنید، هردو به ترتیب در سال‌های ۱۴۸۸ و ۱۴۶۰ در جنگ با حاکمان شیروان کشته شده بودند. در تابستان ۱۵۰۰، اسماعیل نیرویی متشکل از ۷۰۰۰ قزلباش متشکل از قبایل استاجلو، شاملو، روملو، تکلو، ذوالقدر، افشار، قاجار و ورساق را در ارزنجان گرد آورد. اندکی پیش از شروع حمله خود، مسختی را غارت کرد که نشانه ضعف پادشاهی‌های متلاشی شده گرجستان بود. در همان زمان، او پادشاهان گرجستان، کنستانتین دوم و الکساندر اول، به ترتیب از کارتلی و کاختی را وادار کرد تا به متصرفات عثمانیان در نزدیکی تبریز حمله کنند، با این وعده که او خراجی را که کنستانتین یک بار مجبور به پرداخت به آق‌قویونلو شده بود، لغو خواهد کرد. تبریز در دسامبر ۱۵۰۰ تصرف شد. اسماعیل به قصد گرفتن انتقام از اجداد مقتول خود، با عبور از رود کورا به شروان رفت و با نیروی ۷ هزار نفری خود، فرخ یسار شروان‌شاه و کل ارتش ۲۷ هزار نفری‌اش را با قاطعیت شکست داد و کشت. نبرد در جابانی، در نزدیکی پایتخت شروان‌شاهان، شاماخی یا در گلستان (در نواحی قره‌باغ) رخ داد. اسماعیل متعاقباً برای رسیدن به سواحل خزر حرکت کرد و باکو را نیز تصرف کرد.

## پیامد
اسماعیل با این پیروزی حکومت دیرپای شروان‌شاهان را سرنگون کرد و قلمرو‌اش را با موفقیت گسترش داد. پس از این پیروزی، اسماعیل از اسکندر یکم کاختی خواست تا پسرش دیمیتر را برای مذاکره درباره صلح به شروان بفرستد. اسماعیل به خاندان شروان‌شاه اجازه داد تا چند سال دیگر در دولت صفویه، همچنان در شیروان حکومت کنند. در سال ۱۵۳۸، در زمان سلطنت جانشین و پسر اسماعیل، شاه تهماسب یکم (۱۵۲۴–۱۵۷۶)، صفویه به‌طور کامل شروان‌شاهان را از قدرت کنار زدند و سرزمین شروان را به استانی کاملاً فعال تبدیل کردند که توسط قزلباشان منصوب اداره می‌شد.
پیروزی اسماعیل سلطان الوند، حاکم آق‌قویونلو را از قدرت گرفتن روز افزونش نگران کرد. از این‌رو متعاقباً سلطان الوند از تبریز به سمت شمال حرکت کرد. او برای مقابله با نیروهای اسماعیل از رود ارس گذشت تا در نبرد شرور با آنها رو در رو شود.